# Paragus xinyuanensis
Paragus xinyuanensis är en tvåvingeart som beskrevs av Li och He 1993. Paragus xinyuanensis ingår i släktet stäppblomflugor, och familjen blomflugor. Inga underarter finns listade i Catalogue of Life.